# رنگ‌پریده (فیلم ۱۹۲۲)
رنگ‌پریده (انگلیسی: The Paleface) یک فیلم کوتاه کمدی به کارگردانی ادوارد اف. کلاین و باستر کیتون است که در سال ۱۹۲۲ منتشر شد.

## گزیدهٔ بازیگران
- باستر کیتون
- ویرجینیا فاکس
- جو رابرتز